# 鬼火 (吉屋信子)
「鬼火」（おにび）は、吉屋信子の短編小説。1951年（昭和26年）に執筆され、吉屋はこの小説で同年の女流文学者賞を受賞した。1956年（昭和31年）には中央公論社で単行本化され、同年には東宝で映画化された。現在は、講談社文芸文庫『鬼火 底のぬけた柄杓』に収録され刊行されている。

## 解説
生活に困窮した人妻がガス会社の集金人に料金と引き換えに肉体を要求されて死を選ぶという内容の短編小説である。異様さを際立たせる語り口で書かれており、のちに中島河太郎・紀田順一郎編『現代怪奇小説集』（立風書房）に収録されるなど、スリラー小説とみなされる傾向がある。また、この小説の映画版も、公開当時の「キネマ旬報」作品データでは「怪談風スリラー」と紹介されている。
映画版は、千葉泰樹監督により、東宝が1956年（昭和31年）から製作を開始した中編映画路線、ダイヤモンド・シリーズの第1回作品として製作・公開された。このシリーズで作られた作品は他に、同じ千葉監督による『好人物の夫婦』（1956年）、『下町(ダウンタウン)』（1957年）、『象』（山本嘉次郎監督、1957年）、『新しい背広』（筧正典監督、1957年）、『生きている小平次』（青柳信雄監督、1957年）、『燈台』（鈴木英夫監督、1959年）などがある。
小説は困窮したヒロインがガスの集金人に肉体を要求されて自殺するまでの物語がメインになっているが、映画化にあたって、千葉と脚本の菊島隆三は、ガスの集金人の日常描写と困窮する夫婦のドラマを新たに加えるなどの脚色を施した。主人公の集金人を演じた加東大介は、翌1957年（昭和32年）のヒット作『大番』でも千葉泰樹と組んで、再び主演俳優をつとめている。

## 映画
『鬼火』（おにび）は、1956年（昭和31年）7月5日公開の日本映画である。千葉泰樹監督、東宝製作・配給。白黒映画、スタンダードサイズ、5巻 / 1,271メートル（46分）。
音楽の伊福部昭は本作などで第11回毎日映画コンクール音楽賞を受賞した。

### 映画版あらすじ
東京の下町。ガス会社の集金人忠七は、集金に行った留守宅から押し売りを追い出し、戻ってきた家の女からタバコを一箱お礼に貰って、今日はとても調子が良い。しかし、仕事仲間の吉川や職人の吉太郎にタバコをふるまって上機嫌なのもつかの間、次に集金に向かった金持ちの家では、主人の水原が女中を手ごめにする現場を覗き見てしまい、激怒した主人に「会社に電話して貴様をクビにしてやる」と脅迫される。
気分を害した忠七は、吉川にガス料金を滞納している家を紹介してもらい、野原の中にある一軒の荒れ果てた家に向かう。かつては羽振りが良かったが今は没落しているというこの一軒家には、病気で寝たきりの夫と、彼を介護する妻の二人が暮らしていた。忠七は滞納した料金を払わないとすぐにガスを止めると恫喝するが、この夫婦にとってガスコンロは寝たきりの夫に煎じた薬やおかゆを作って与えるために欠かせないものであり、ガスの供給が止まることは死を意味していた。ところが、介護と困窮する生活にくたびれ果てて、何日も着古したままの浴衣を身につけているが、まだ美しさを保っている妻のひろ子を見て欲情した忠七は、ガス料金の支払いを待つ見返りにひろ子の肉体を要求して帰っていく。
背に腹は代えられないときっとひろ子がやって来るものと信じて疑わない忠七は、銭湯で髭を剃りながら、ひろ子を犯す淫らな妄想にふけり、上寿司を出前で取り寄せる。しかし、深夜になってようやく現れたひろ子は、昼間と同じ浴衣に寝たきりの夫のくたびれた帯をしめ、ただひたすら体を許すからガスを止めないでくれと忠七に懇願するのみだった。そして、忠七がその懇願を受け入れて布団を敷き明りを消すと、恐怖したひろ子は慌ててその場から逃げ出して、そのまま戻ってこなかった。
翌日、激怒した忠七が何としても料金を徴収しようと再び一軒家を訪れると、ひろ子は夫を殺し、自らも夫の帯で首を吊って死んでいた。ひろ子の死に顔は忠七を睨みつけ、その足元ではガスコンロの火がごうごうと鬼火のごとく燃えていた。その姿を見て恐怖し半狂乱になった忠七は、ひろ子への謝罪を叫びながら夕暮れの河原の道をどこまでも逃げていった。

### スタッフ
- 監督： 千葉泰樹
- 製作： 佐藤一郎
- 原作： 吉屋信子
- 脚本： 菊島隆三
- 撮影： 山田一夫
- 美術： 中古智
- 照明： 大沼正喜
- 音楽： 伊福部昭
- 録音： 藤好昌生
- 編集： 大井英史

### キャスト
- 忠七： 加東大介
- ひろ子： 津島恵子
- ひろ子の夫・修一： 宮口精二
- 水原： 中村伸郎
- 水原家の女中： 中田康子
- 吉川： 堺左千夫
- 吉太郎： 笈川武夫
- 松田しげ(忠七の下宿の女主人)： 清川玉枝
- 中流家庭の主婦： 中北千枝子
- 押し売り： 広瀬正一
- アイスキャンディー屋： 佐田豊
- 寿司屋の親爺： 如月寛多
- 水原の妻： 三條利喜江